# دانيال ليونز (كاتب العمود)
دانيال ليونز (بالإنجليزية: Daniel Lyons)‏ هو كاتب العمود أمريكي، ولد في 1960 في ماساتشوستس في الولايات المتحدة.

## وصلات خارجية
- الموقع الرسمي